# Śląsk Wrocław
El Śląsk Wrocław (en polaco y oficialmente: Wrocławski Klub Sportowy Śląsk Wrocław Spółka Akcyjna) es un club deportivo de la ciudad de Breslavia, en Polonia. Fue fundado en 1947 y su equipo de fútbol milita actualmente en la I Liga de Polonia, la segunda categoría del fútbol polaco. El Śląsk Wrocław dispone igualmente de varias secciones deportivas, destacando la sección de baloncesto, campeona de la Polska Liga Koszykówki en 17 ocasiones.
Ha sido campeón de Polonia de las temporadas 1976/1977 y 2011/2012, dos veces ganador de la Copa de Polonia (1975 y 1986), ganador de la Supercopa de Polonia en 1987 y 2012 y ganador de la Copa de la Liga temporada 2008/2009. En las Clasificación histórica de la Ekstraklasa ocupa el 9.º lugar.

## Denominaciones
El equipo ha cambiado de nombre en varias ocasiones, las cuales han sido:
- 1947 – Pionier Wrocław
- 1949 – Legia Wrocław
- 1950 – Centralny Wojskowy Klub Sportowy Wrocław
- 1951 – Okręgowy Wojskowy Klub Sportowy Wrocław
- 1957 – Wojskowy Klub Sportowy Śląsk Wrocław
- 1997 – Wrocławski Klub Sportowy Śląsk Wrocław Sportowa Spółka Akcyjna
- Wrocławski Klub Sportowy Śląsk Wrocław Spółka Akcyjna

## Estadio
El Estadio Municipal de Breslavia, llamado por motivos de patrocinio Tarczyński Arena Wrocław desde 2021, es el estadio local de Śląsk. El recinto deportivo está ubicado al noroeste de la ciudad, en el distrito de Pilczyce. El aforo de las gradas es de 45,105 espectadores, todos sentados y techados. Es el estadio más grande de la Ekstraklasa y el tercero más grande del país, detrás del Estadio Nacional de Varsovia y el Estadio de Silesia, y superando al Arena Gdansk y el Estadio Municipal de Poznań.
La construcción del estadio comenzó en abril de 2009 y se completó en septiembre de 2011. El partido inaugural fue entre el Śląsk Wrocław y el Lechia Gdańsk, que finalizó con victoria para el club local por 1-0. El primer partido internacional, un partido amistoso entre las selecciones de fútbol de Italia y Polonia, tuvo lugar el 11 de noviembre de 2011 y terminó en derrota por 0-2. El Stadion Wrocław fue una de las sedes que albergó la Eurocopa 2012 organizada conjuntamente por Polonia y Ucrania, siendo la sede junto al Estadio Nacional de Varsovia de los partidos del Grupo A, donde estaba Polonia.
|                          |
| Vista aérea del estadio. |

|                       |
| Interior del estadio. |

|                                                     |
| Partido entre el Śląsk y el Wisła Cracovia en 2011. |

|                                      |
| El estadio durante la Eurocopa 2012. |

## Uniforme
| Local 2020-21  | Visita 2020-21 | Local 2019-20  | Visita 2019-20 | Local 2018-19  |
| Visita 2018-19 | Local 2017-18  | Visita 2017-18 | Local 2016-17  | Visita 2016-17 |
| Local 2015-16  | Visita 2015-16 | Local 2014-15  | Visita 2014-15 | Local 2013-14  |
| Visita 2013-14 | Local 2012-13  | Visita 2012-13 | Local 2011-12  | Visita 2011-12 |
| Local 2010-11  | Visita 2010-11 |                |                |                |

## Jugadores

### Plantilla 2024/25
Actualizado el 3 de agosto de 2024.

## Participación en competiciones de la UEFA
| Temporada | Competición               | Ronda              | Equipo                   | Casa | Visita | Global      |
| --------- | ------------------------- | ------------------ | ------------------------ | ---- | ------ | ----------- |
| 1975–76   | UEFA Cup                  | 1                  | GAIS                     | 4–2  | 1–2    | 5–4         |
| 1975–76   | UEFA Cup                  | 2                  | Royal Antwerp            | 1–1  | 2–1    | 3–2         |
| 1975–76   | UEFA Cup                  | 3                  | Liverpool                | 1–2  | 0–3    | 1–5         |
| 1976–77   | European Cup Winners' Cup | 1                  | Floriana                 | 2–0  | 4–1    | 6–1         |
| 1976–77   | European Cup Winners' Cup | 2                  | Bohemians                | 3–0  | 1–0    | 4–0         |
| 1976–77   | European Cup Winners' Cup | Cuartos de final   | Napoli                   | 0–0  | 0–2    | 0–2         |
| 1977–78   | European Cup              | 1                  | Levski-Spartak           | 2–2  | 0–3    | 2–5         |
| 1978–79   | UEFA Cup                  | 1                  | Pezoporikos              | 5–1  | 2–2    | 7–3         |
| 1978–79   | UEFA Cup                  | 2                  | ÍBV Vestmannaeyjar       | 2–1  | 2–0    | 4–1         |
| 1978–79   | UEFA Cup                  | 3                  | Borussia Mönchengladbach | 2–4  | 1–1    | 3–5         |
| 1980–81   | UEFA Cup                  | 1                  | Dundee United            | 0–0  | 2–7    | 2–7         |
| 1982–83   | UEFA Cup                  | 1                  | Dynamo Moscow            | 2–2  | 1–0    | 3–2         |
| 1982–83   | UEFA Cup                  | 2                  | Servette                 | 0–2  | 1–5    | 1–7         |
| 1987–88   | European Cup Winners' Cup | 1                  | Real Sociedad            | 0–2  | 0–0    | 0–2         |
| 2011–12   | UEFA Europa League        | 2.ª Clasificatoria | Dundee United            | 1–0  | 2–3    | 3–3 (a)     |
| 2011–12   | UEFA Europa League        | 3.ª Clasificatoria | Lokomotiv Sofia          | 0–0  | 0–0    | 0–0 (4–3 p) |
| 2011–12   | UEFA Europa League        | Playoff            | Rapid Bucureşti          | 1–3  | 1–1    | 2–4         |
| 2012–13   | UEFA Champions League     | 2.ª Clasificatoria | Budućnost                | 0–1  | 2–0    | 2–1         |
| 2012–13   | UEFA Champions League     | 3.ª Clasificatoria | Helsingborg              | 0–3  | 1–3    | 1–6         |
| 2012–13   | UEFA Europa League        | Playoff            | Hannover 96              | 3–5  | 1–5    | 4–10        |
| 2013–14   | UEFA Europa League        | 2.ª Clasificatoria | Rudar Pljevlja           | 4–0  | 2–2    | 6–2         |
| 2013–14   | UEFA Europa League        | 3.ª Clasificatoria | Club Brugge              | 1–0  | 3–3    | 4–3         |
| 2013–14   | UEFA Europa League        | Playoff            | Sevilla                  | 0–5  | 1–4    | 1–9         |
| 2015–16   | UEFA Europa League        | 1.ª Clasificatoria | NK Celje                 | 3–1  | 1–0    | 4–1         |
| 2015–16   | UEFA Europa League        | 2.ª Clasificatoria | IFK Göteborg             | 0–0  | 0–2    | 0–2         |
| 2021–22   | Europa Conference League  | 1.ª Clasificatoria | Paide Linnameeskond      | 2–0  | 2–1    | 4–1         |
| 2021–22   | Europa Conference League  | 2.ª Clasificatoria | Ararat                   | 3–3  | 4–2    | 7–5         |
| 2021–22   | Europa Conference League  | 3.ª Clasificatoria | Hapoel Be'er Sheva       | 2–1  | 0–4    | 2–5         |
| 2024-25   | UEFA Conference League    | 2.ª Clasificatoria | Riga                     | 3–1  | 0-1    | 3-2         |
| 2024-25   | UEFA Conference League    | 3.ª Clasificatoria | St. Gallen               | 3-2  | 0–2    | 3-4         |

## Palmarés

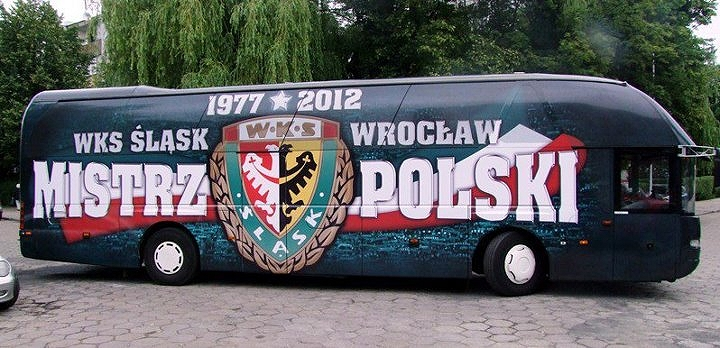
El autobús del Śląsk de la temporada 2012-13, con las dos ligas logradas en 1977 y 2012 representadas sobre el escudo.

### Torneos nacionales
- Ekstraklasa:
  - Ganador (2): 
    - 1976–77, 2011–12.

  - Subcampeón (4): 1977–78, 1981–82, 2010–11, 2023–24.

- Copa de Polonia:
  - Ganador (2):
    - 1975/76 - Śląsk Wrocław 2:0 Stal Mielec
    - 2018/19 - Śląsk Wrocław 0:0 (4-3 pen.) GKS Katowice

  - Subcampeón (1): 2012/13

- Supercopa de Polonia:
  - Ganador (2):
    - 1987 - Śląsk Wrocław 2:0 Górnik Zabrze
    - 2012 - Śląsk Wrocław 1:1 (4-2 pen.) Legia de Varsovia

- Copa de la liga de Polonia: 
  - Ganador (1):
    - 2009 - Śląsk Wrocław 1:0 Odra Wodzisław Śląski